# Чай из листьев коки

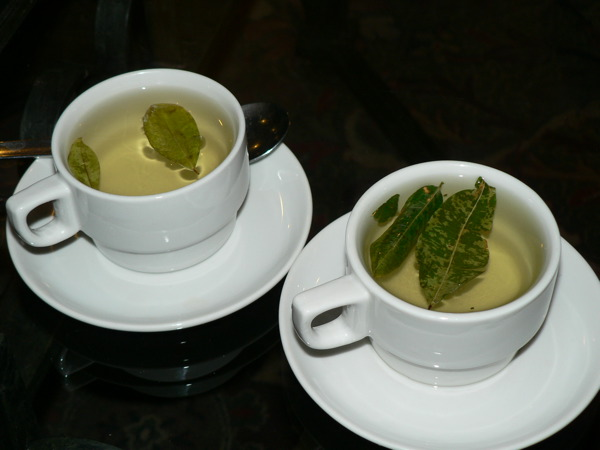
Две чашки чая

Чай из листьев коки — травяной чай (настой), приготовленный из необработанных или высушенных листьев коки, произрастающей в Южной Америке и других местах.

## Правовой статус
Чай из листьев коки легален в Колумбии, Перу, Боливии, Аргентине и Эквадоре. Однако его использование частично сдерживается Единой конвенцией о наркотических средствах. Чай из коки запрещен в США, если он не был избавлен от кокаина.

## Применение

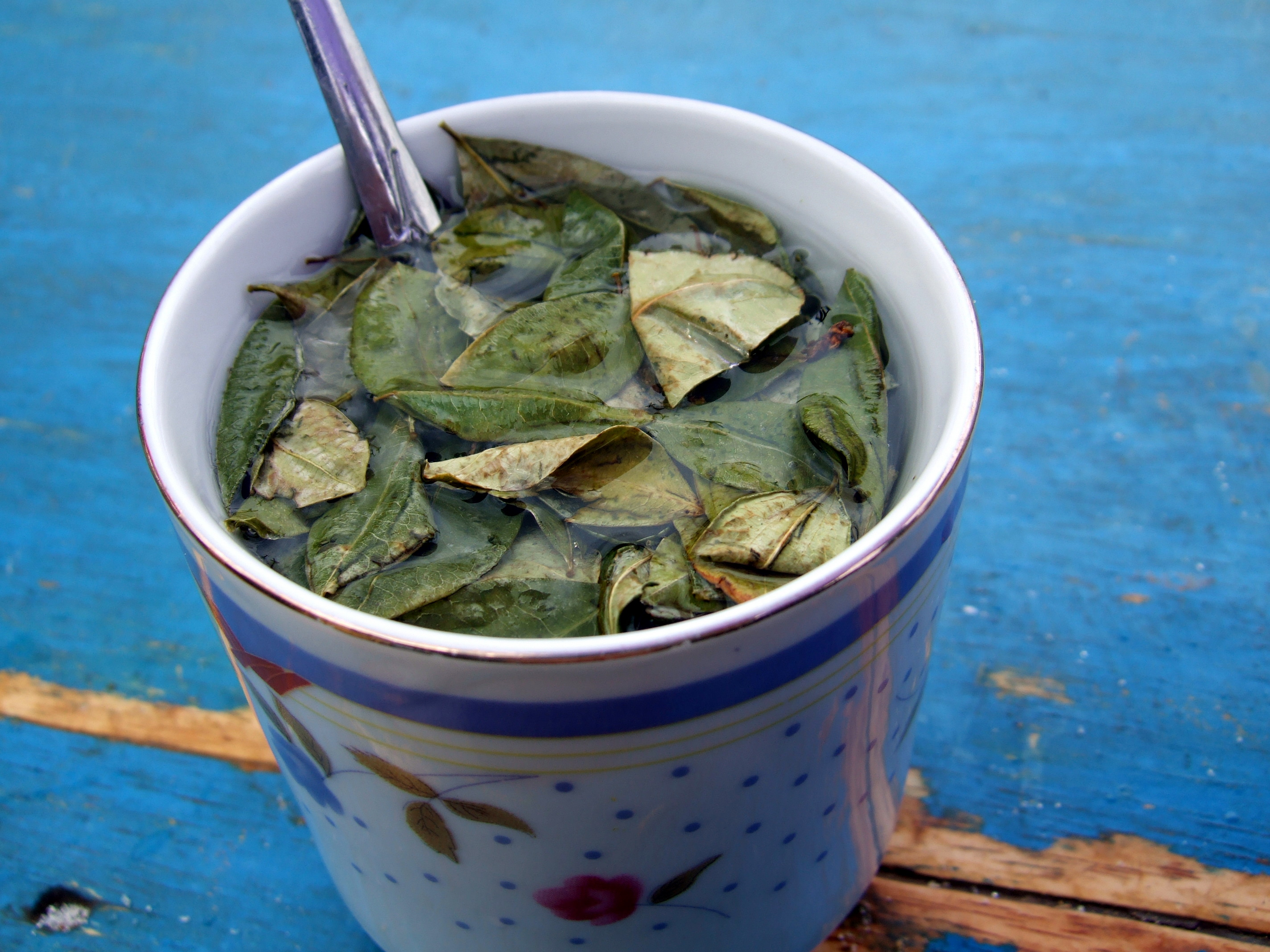
Чашка чая из листьев коки, подобный напиток распространен в городе Вильясоне, Боливия

Многие коренные народы Анд издавна используют этот чай в лечебных целях. Однако его эффективность никогда не изучалась систематически.
Эффект от употребления этого чая будет слабым, по сравнению с жеванием листьев или приемом кокаина, он похож на эффект от употребления крепкого зеленого чая.
В наши дни чай «Матэ-Де-Кока» с листьями коки — является весьма популярным тонизирующим напитком в Перу и может официально продаваться. Благодаря содержащимся алкалоидам, такой чай эффективно облегчает головную боль и устраняет желудочно-кишечный дискомфорт. Употребление «матэ-де-кока», как и жевание листьев коки, увеличивает поглощение кислорода в кровь и, таким образом, борется с острой горной болезнью.
Чай из листьев коки может использоваться для отучения кокаиновых наркоманов от наркотика.